# Cyperus neoguinensis
Cyperus neoguinensis är en halvgräsart som beskrevs av Georg Kükenthal. Cyperus neoguinensis ingår i släktet papyrusar, och familjen halvgräs. Inga underarter finns listade i Catalogue of Life.